# Membri ai Academiei Române - M
Aceasta este o listă a tuturor membrilor Academiei Române ale căror nume încep cu litera M, începând cu anul înființării Academiei Române (1866) până în prezent.
- Constantin Macarovici (1902 - 1984), chimist, membru corespondent (1955)
- Neculai Macarovici (1901 - 1979), geolog, paleontolog, membru corespondent (1974)
- Alexandru Macedonski (1854 - 1920), poet, publicist, membru post-mortem (2006)
- Vasile Maciu (1904 - 1981), istoric, membru corespondent (1963)
- Gheorghe Macovei (1880 -1969), geolog, membru titular (1939)
- Eugen Macovschi (1906 - 1985), biochimist, biolog, membru titular (1948)
- Dimitrie Macrea (1907 - 1988), lingvist, membru corespondent (1965)
- Virgil Traian Madgearu (1887 - 1940), economist, sociolog, om politic, ales post-mortem (1990)
- Titu Liviu Maiorescu (1840 - 1917), critic literar, estetician, om politic, membru fondator (1867)
- Ovidiu Maitec (1925 - 2007), sculptor, membru titular (1999)
- Vasile Malinschi (1912 - 1992), economist, membru titular (1955)
- Mircea Malița (1927 - 2018), matematician, diplomat, eseist, membru titular (1991)
- Gheorghe Manea (1904 - 1978), inginer, membru corespondent (1963)
- Dimitrie Ioan Mangeron (1906 - 1991), matematician, membru corespondent (1990)
- Simeon Mangiuca (1831 - 1890), folclorist, membru de onoare (1890)
- Vasile Mangra (1850 - 1918), mitropolit, membru titular (1909)
- Adrian Maniu (1891 - 1968), scriitor, membru corespondent (1933)
- Iuliu Maniu (1873 - 1953), om politic, membru de onoare (1919)
- Vasile Maniu (1824 - 1901), publicist, istoric, scriitor, membru titular (1876)
- Constantin Manolache (1906 - 1977), entomolog, membru corespondent (1955)
- Nicolae I. Manolescu (1907 - 1993), inginer, membru corespondent (1991)
- Nicolae Manolescu (n. 1939), critic, istoric literar, membru corespondent (1997)
- Nicolae M. Manolescu (n. 1936), medic veterinar, membru corespondent (1992)
- Sabin Manuilă (1894 - 1964), medic, demograf, statistician, membru corespondent (1938)
- Alexandru Marcu (1894 - 1955), profesor, membru corespondent (1940)
- Duiliu Marcu (1885 - 1966), arhitect, membru titular (1955)
- Solomon Marcus (1925 - 2016), matematician, membru titular (2001)
- Maria Alexandra Victoria de Saxa Coburg (1875 - 1938), regină, membru de onoare (1915)
- Simeon Florea Marian (1847 - 1907), folclorist, etnograf, membru titular (1881)
- Atanasie Marian Marienescu (1830 - 1914), folclorist, etnograf, scriitor, membru titular (1881)
- Constantin Marinescu (1891 - 1982), istoric, membru corespondent (1928)
- Gheorghe D. Marinescu (1919 - 1987), matematician, membru titular (1974)
- Gheorghe Marinescu (1863 - 1938), medic, membru titular (1905)
- Matei G. Marinescu (1903 - 1983), inginer, membru corespondent (1948)
- Voinea Marinescu (1915 - 1973), medic, membru corespondent (1963)
- Matilda Caragiu Marioțeanu (1927 - 2009), lingvistă, membru titular (2004)
- Liviu Marșavina (n. 19xx), inginer, membru corespondent (2018)
- Mircea Martin (n. 1940), filolog, membru titular (2023)
- Iulian Marțian (1867 - 1937), istoric, membru de onoare (1933)
- Ion C. Massimu (1825 - 1877), lingvist, membru fondator (1867)
- Cristea Mateescu (1894 - 1979), inginer, membru titular (1974)
- Dan Mateescu (1911 - 2009), inginer, membru titular (1974)
- Ilie Matei (1895 - 1969), chimist, membru corespondent (1955)
- Ion Gheorghe Maurer (1902 - 2000), jurist, om politic, membru titular (1955)
- Octav Mayer (1895 - 1966), matematician, membru titular (1955)
- Constantin Maximilian (1928 - 1997), medic, genetician, membru corespondent (1992)
- Dan Horia Mazilu (1943 - 2008), istoric literar, membru corespondent (2001)
- Panaite C. Mazilu (1915 - 2015), inginer, membru de onoare (1993)
- Rodica Mănăilă (1935 - 2002), fiziciană, membru corespondent (1992)
- Apostol Mărgărit (1836 - 1903), pedagog, membru corespondent (1889)
- Viorel Mărginean (n. 1933), pictor, membru de onoare (2006)
- Ileana Mânduțeanu (n. 1953, biolog, membru titular (2023)
- Vasile Mârza (1902 - 1995), medic, biolog, membru titular (1948)
- Cornel Medrea (1889 - 1964), sculptor, membru corespondent (1955)
- Simion Mehedinți (1868 - 1962), geograf, membru titular (1915)
- Constantin Meissner (1854 - 1942), pedagog, om politic, membru de onoare (1934)
- József Méliusz (1909 - 1995), scriitor, membru corespondent (1974)
- Benedict M. Menkes (1904 - 1987), medic, biolog, membru corespondent (1952)
- Victor Mercea (1924 - 1987), fizician, membru corespondent (1963)
- Ioan G. Meșotă (1837 - 1878), profesor, membru corespondent (1877)
- Ștefan Meteș (1887 - 1977), istoric, membru corespondent (1919)
- Corneliu Micloși (1887 - 1963), inginer, membru titular (1955)
- Mihai I al României (1921 - 2017), rege, membru de onoare (2007)
- Ioan Mihaly (de Apșa) (1844 - 1914), istoric, membru corespondent (1901)
- Victor Mihaly (de Apșa) (1841 - 1918), mitropolit, membru de onoare (1894)
- Haralambie Mihăescu (1907 - 1985), lingvist, filolog, membru corespondent (1965)
- Gheorghe Mihăilă (1930 - 2011), lingvist, istoric literar, membru titular (2004)
- Mihai N. Mihăilă (n. 1948), inginer, membru corespondent (1999)
- Vintilă M. Mihăilescu (1890 - 1978), geograf, membru titular (1974)
- Gheorghe Mihoc (1906 - 1981), matematician, membru titular (1963)
- Ștefan-Marius Milcu (1903 - 1997), medic, biolog, antropolog, membru titular (1948)
- Ștefan Minovici (1867 - 1935), chimist, membru corespondent (1925)
- Adrian Miroiu (n. 1954), filosof, membru corespondent (2021)
- Radu Miron (1927 - 2022), matematician, membru titular (1993)
- Athanasie Mironescu (1856 - 1931), mitropolit, membru de onoare (1909)
- George G. Moronescu (1874 - 1949), jurist, om politic, membru de onoare (1939)
- Petru Th. Missir (1856 - 1929), jurist, critic literar, publicist, membru de onoare (1926)
- Petru Mocanu (1931 - 2016), matematician, membru corespondent (1992)
- Andrei Mocioni (1812 - 1880), jurist, membru fondator (1866)
- Aurel Moga (1903 - 1977), medic, membru titular (1955)
- Constantin I. Moisil (1876 - 1958), istoric, membru de onoare (1948)
- Grigore Moisil (1906 - 1973), matematician, membru titular (1948)
- Iuliu Moisil (1859 - 1947), publicist, membru de onoare (1943)
- Iuliu Moldovan (1882 - 1966), medic, membru corespondent (1920)
- Roman Moldovan (1911 - 1996), economist, sociolog, membru titular (1990)
- Ioan (Micu) Moldovanu (1833 - 1915), teolog, istoric, folclorist, filolog, pedagog, membru titular (1894)
- Tiberiu I. Morariu (1905 - 1982), geograf, membru corespondent (1955)
- Ioan Moraru (1927 - 1989), medic, ales post-mortem (1990)
- Constantin Motăș (1891 - 1980), zoolog, membru titular (1948)
- Mircea D. Moțoc (1916 - 2006), inginer agronom, membru titular (1990)
- Ludovic Mrazec (1867 - 1944), geolog, petrograf, membru titular (1905)
- Basil Munteanu (1897 - 1972), istoric literar, comparatist, membru corespondent (1939)
- Dan Munteanu (1937 - 2017), biolog, membru corespondent (1999)
- Gavriil Munteanu (1812 - 1869), cărturar, traducător, membru fondator (1866)
- Ioan Munteanu (1938 - 2018), medic, obstetrician, membru de onoare (2004)
- Nicodim Munteanu (1864 - 1948), patriarh, membru de onoare (1918)
- Sterian Munteanu (1918 - 1990), silvicultor, membru corespondent (1974)
- Gheorghe Munteanu Murgoci (1872 - 1925), geolog, geograf, pedolog, membru corespondent (1923)
- Dumitru Murariu (n. 1940), biolog, membru corespondent (2006)
- Camil Bujor Mureșanu (1927 - 2015), istoric, membru titular (2000)
- Iacob Mureșianu (1812 - 1887), publicist, poet, om politic, membru de onoare (1877)
- Gheorghe Murgeanu (1901 - 1984), geolog, membru titular (1955)
- Costin Murgescu (1919 - 1989), economist, membru corespondent (1963)
- Ilie G. Murgulescu (1902 - 1991), chimist, membru titular (1952)
- George Murnu (1868 - 1957), scriitor, istoric, membru titular (1923)
- Ion Mușlea (1899 - 1966), folclorist, membru corespondent (1947)
- Alexandru Myller (1879 - 1965), matematician, membru de onoare (1938)